# Zrození lásky
Zrození lásky (ve francouzském originále La naissance de l'amour) je francouzský dramatický hraný film režiséra Philippe Garrela z roku 1993. Garrel je rovněž spolu s Marcem Cholodenkem a Muriel Cerf autorem scénáře. Hudbu k filmu složil velšský hudebník a hudební skladatel John Cale, který s režisérem spolupracoval i v pozdějších letech na filmech Le Vent de la nuit (1999) a Un été brûlant (2011). Hlavní role ve filmu hrají Lou Castel, Jean-Pierre Léaud, Johanna ter Steege a další.

## Obsazení
| Lou Castel         | Paul           |
| Jean-Pierre Léaud  | Marcus         |
| Johanna ter Steege | Ulrika         |
| Dominique Reymond  | Hélène         |
| Marie-Paule Laval  | Fauchon        |
| Serge Thiriet      | milenec Hélène |
| Aurélia Alcaïs     | mladá žena     |
| Max McCarthy       | Pierre         |